# Ronald van Meygaarden
R.S. (Ronald) van Meygaarden (Den Haag, 25 oktober 1962) is een Nederlandse bestuurder en partijloos politicus. Sinds 26 november 2019 is hij burgemeester van Boxtel.

## Biografie
Van Meygaarden studeerde rechten aan de Universiteit Leiden en studeerde aan de Universiteit Gent. Hij bekleedde diverse functies in de marketing en communicatie en was algemeen directeur van de stichting Victory for Life totdat hij in 2010 wethouder van Geldermalsen werd namens de lokale partij Dorpsbelangen. Hij bleef wethouder totdat Geldermalsen per 1 januari 2019 fuseerde in de gemeente West Betuwe.
Op 21 oktober 2019 werd Van Meygaarden door de gemeenteraad van Boxtel voorgedragen als burgemeester. Op 22 november werd bekendgemaakt dat de minister van Binnenlandse Zaken en Koninkrijksrelaties de voordracht heeft overgenomen en besloten hem te laten benoemen bij koninklijk besluit met ingang van 26 november 2019. Op die datum werd hij beëdigd en geïnstalleerd door de commissaris van de Koning in Noord-Brabant.
Van Meygaarden was tot zijn burgemeesterschap woonachtig in Rumpt en is penningmeester van Klimaatverbond Nederland. Eind 2019 was de burgemeester samen met zijn vriend te zien in een aflevering van Man bijt hond.